# Eric Boulton
Pour les articles homonymes, voir Boulton.
Eric Boulton (né le 17 août 1976 à Halifax, dans la province de la Nouvelle-Écosse au Canada) est un joueur professionnel canadien de hockey sur glace.

## Carrière de joueur
Il fut d'abord repêché par les Rangers de New York au repêchage d'entrée dans la LNH 1994 en 9e ronde, 234e au total. Il joua quatre saisons avec les Sabres de Buffalo.
En 2005-2006, il signe aux Thrashers d'Atlanta de la Ligue nationale de hockey.
En octobre 2005, Boulton fut suspendu pour 6 matches pour avoir donné du coude à Paul Ranger du Lightning de Tampa Bay, causant une fracture de la mâchoire et une commotion. L'incident s'est produit au terme d'une lourde défaite sur le score de 6 à 0 infligée aux Thrashers par le Lightning. La semaine d'avant, Boulton avait réalisé un geste semblable à Toronto, blessant presque Eric Lindros. Autant John Tortorella que Pat Quinn, respectivement entraîneurs du Lightning et des Maple Leafs, ont commenté avec colère le style de jeu de Boulton, Tortorella allant jusqu'à dire que personne ne voulait le voir sur la glace.
Le 8 juillet 2008, il signe un nouveau contrat de deux ans avec la franchise. Le 18 décembre 2010 lors d'une victoire 7-1 face aux Devils du New Jersey, Boulton marque trois buts réalisant même le premier coup du chapeau de sa carrière.
Le 15 juillet 2011, il signe un contrat de deux ans avec les Devils du New Jersey. Il retrouve Ilia Kovaltchouk et Johan Hedberg, ses anciens coéquipiers des Thrashers ainsi qu'Henrik Tallinder avec qui il a joué durant son passage avec les Sabres. Au terme de la saison 2011-2012, les Devils rachètent sa deuxième et dernière année de contrat et le lendemain, il signe avec les Islanders de New York.

## Statistiques
| Saison     | Équipe                     | Ligue      |     | Saison régulière | Saison régulière | Saison régulière | Saison régulière | Saison régulière |   | Séries éliminatoires | Séries éliminatoires | Séries éliminatoires | Séries éliminatoires | Séries éliminatoires |
| Saison     | Équipe                     | Ligue      | PJ  | B                | A                | Pts              | Pun              | PJ               | B | A                    | Pts                  | Pun                  |                      |                      |
| 1993-1994  | Generals d'Oshawa          | LHO        | 45  | 4                | 3                | 7                | 149              | 5                | 0 | 0                    | 0                    | 16                   |                      |                      |
| 1994-1995  | Generals d'Oshawa          | LHO        | 27  | 7                | 5                | 12               | 125              | -                | - | -                    | -                    | -                    |                      |                      |
| 1994-1995  | Sting de Sarnia            | LHO        | 24  | 3                | 7                | 10               | 134              | 4                | 0 | 1                    | 1                    | 10                   |                      |                      |
| 1995-1996  | Sting de Sarnia            | LHO        | 66  | 14               | 29               | 43               | 243              | 9                | 0 | 3                    | 3                    | 29                   |                      |                      |
| 1996-1997  | Checkers de Charlotte      | ECHL       | 44  | 14               | 11               | 25               | 325              | 3                | 0 | 1                    | 1                    | 6                    |                      |                      |
| 1996-1997  | Rangers de Binghamton      | LAH        | 23  | 2                | 3                | 5                | 67               | 3                | 0 | 0                    | 0                    | 4                    |                      |                      |
| 1997-1998  | Charlotte Checkers         | ECHL       | 53  | 11               | 16               | 27               | 202              | 4                | 1 | 0                    | 1                    | 0                    |                      |                      |
| 1997-1998  | Komets de Fort Wayne       | LIH        | 8   | 0                | 2                | 2                | 42               | -                | - | -                    | -                    | -                    |                      |                      |
| 1998-1999  | Thoroughblades du Kentucky | LAH        | 34  | 3                | 3                | 6                | 154              | 10               | 0 | 1                    | 1                    | 36                   |                      |                      |
| 1998-1999  | Everblades de la Floride   | ECHL       | 26  | 9                | 13               | 22               | 143              | -                | - | -                    | -                    | -                    |                      |                      |
| 1998-1999  | Aeros de Houston           | LIH        | 7   | 1                | 0                | 1                | 41               | -                | - | -                    | -                    | -                    |                      |                      |
| 1999-2000  | Americans de Rochester     | LAH        | 76  | 2                | 2                | 4                | 276              | 18               | 2 | 1                    | 3                    | 53                   |                      |                      |
| 2000-2001  | Sabres de Buffalo          | LNH        | 35  | 1                | 2                | 3                | 94               | -                | - | -                    | -                    | -                    |                      |                      |
| 2001-2002  | Sabres de Buffalo          | LNH        | 35  | 2                | 3                | 5                | 129              | -                | - | -                    | -                    | -                    |                      |                      |
| 2002-2003  | Sabres de Buffalo          | LNH        | 58  | 1                | 5                | 6                | 178              | -                | - | -                    | -                    | -                    |                      |                      |
| 2003-2004  | Sabres de Buffalo          | LNH        | 44  | 1                | 2                | 3                | 110              | -                | - | -                    | -                    | -                    |                      |                      |
| 2004-2005  | Inferno de Columbia        | ECHL       | 48  | 23               | 16               | 39               | 124              | 4                | 2 | 3                    | 5                    | 8                    |                      |                      |
| 2005-2006  | Thrashers d'Atlanta        | LNH        | 51  | 4                | 5                | 9                | 87               | -                | - | -                    | -                    | -                    |                      |                      |
| 2006-2007  | Thrashers d'Atlanta        | LNH        | 45  | 3                | 4                | 7                | 49               | 4                | 0 | 0                    | 0                    | 24                   |                      |                      |
| 2007-2008  | Thrashers d'Atlanta        | LNH        | 74  | 4                | 5                | 9                | 127              | -                | - | -                    | -                    | -                    |                      |                      |
| 2008-2009  | Thrashers d'Atlanta        | LNH        | 76  | 3                | 10               | 13               | 176              | -                | - | -                    | -                    | -                    |                      |                      |
| 2009-2010  | Thrashers d'Atlanta        | LNH        | 62  | 2                | 6                | 8                | 113              | -                | - | -                    | -                    | -                    |                      |                      |
| 2010-2011  | Thrashers d'Atlanta        | LNH        | 69  | 6                | 4                | 10               | 87               | -                | - | -                    | -                    | -                    |                      |                      |
| 2011-2012  | Devils du New Jersey       | LNH        | 51  | 0                | 0                | 0                | 115              | -                | - | -                    | -                    | -                    |                      |                      |
| 2011-2012  | Devils d'Albany            | LAH        | 2   | 0                | 0                | 0                | 0                | -                | - | -                    | -                    | -                    |                      |                      |
| 2012-2013  | Islanders de New York      | LNH        | 15  | 0                | 0                | 0                | 36               | -                | - | -                    | -                    | -                    |                      |                      |
| 2013-2014  | Islanders de New York      | LNH        | 23  | 2                | 2                | 4                | 88               | -                | - | -                    | -                    | -                    |                      |                      |
| 2014-2015  | Islanders de New York      | LNH        | 10  | 2                | 0                | 2                | 30               | -                | - | -                    | -                    | -                    |                      |                      |
| 2015-2016  | Islanders de New York      | LNH        | 6   | 0                | 0                | 0                | 2                | -                | - | -                    | -                    | -                    |                      |                      |
| 2016-2017  | Sound Tigers de Bridgeport | LAH        | 2   | 0                | 1                | 1                | 0                | -                | - | -                    | -                    | -                    |                      |                      |
| Totaux LNH | Totaux LNH                 | Totaux LNH | 654 | 31               | 48               | 79               | 1 421            | 4                | 0 | 0                    | 0                    | 24                   |                      |                      |